# Jiriella brunnea
Jiriella brunnea – gatunek chrząszcza z rodziny skórnikowatych i podrodziny Megatominae.
Gatunek ten opisany został w 2014 roku przez Jiříego Hávę i Marcina Kadeja na podstawie okazów odłowionych w latach 1996–1999. Jako miejsce typowe wskazano Ban San Pakię w Tajlandii. Epitet gatunkowy pochodzi od koloru wierzchu ciała.
Chrząszcz o owalnym ciele długości 2,7–3 mm i szerokości 1,85–2 mm. Głowa jest poprzeczna, ciemnobrązowa, brązowo owłosiona. Oczy złożone są duże, porośnięte drobnymi mikroszczecinkami. Pośrodku czoła leży przyoczko. Brązowe czułki buduje jedenaście członów, z których dwa ostatnie formują buławkę. Przedplecze jest mocno poprzeczne, delikatnie punktowane, ubarwione ciemnobrązowo, brązowawo owłosione. Trójkątna tarczka jest naga, niepunktowana, płaska, ubarwiona ciemnobrązowo. Na jaśniej brązowych pokrywach brak jest wzoru, owłosienie jest brązowawe, a punkty gęste i większe niż na przedpleczu. Owłosienie sternitów odwłoka jest brązowawe. Genitalia samca mają głęboko U-kształtnie wygięte paramery oraz sterczący ku górze wierzchołek prącia. Narządy rozrodcze samic charakteryzują się dwoma parami sklerytów w torebce kopulacyjnej.
Owad orientalny, endemiczny dla Półwyspu Indochińskiego. Znany jest z Mjanmy i Tajlandii.